# Zoanthus natalensis
Zoanthus natalensis är en korallart som beskrevs av Oscar Henrik Carlgren 1938. Zoanthus natalensis ingår i släktet Zoanthus och familjen Zoanthidae. Inga underarter finns listade i Catalogue of Life.